# Jesús Vidal
Jesús Vidal (León, 1975) è un attore spagnolo, vincitore del Premio Goya per il miglior attore rivelazione per Non ci resta che vincere (2017).

## Biografia
È nato nel 1975 a León, in Spagna, con una cecità del 90% e la miopia nell'occhio destro. Ha conseguito una laurea in lingua e letteratura spagnola, un master in giornalismo e ha lavorato nella sezione sportiva dell'agenzia EFE. Ciclista dilettante ed appassionato di calcio, è tifoso della Real Sociedad de Fútbol. Nel 2018 ha interpretato Marín in Non ci resta che vincere, per il quale ha vinto il premio come nuovo attore ai Premi Goya 2019.